# Fritz Georgii-Hemming
Fritz Georgii-Hemming, född 22 oktober 1886 i Kalmar stadsförsamling i Kalmar län, död 15 mars 1959 i Maria Magdalena församling i Stockholm, var en svensk jurist.
Georgii-Hemming var son till provinsialläkaren Hans Hemming (1853–1927) och Anna Sofia Georgii (1850–1888) samt äldre bror till apotekaren Ernst Hemming. Han växte upp som fosterson hos hemmansägaren och sjömannen Per Thörnquist och Matilda Petersdotter i Torslunda, Öland. Efter akademiska studier blev han både juris kandidat och filosofie kandidat. Han tjänstgjorde vid Stockholms rådhusrätt, hade förordnande som civilassessor och bedrev egen advokatverksamhet i Stockholm innan han blev hovrättsnotarie vid Svea hovrätt.
Han hade många olika förtroendeuppdrag. Han var sekreterare i Ester Lindahls stipendiefond, styrelseledamot i Stockholms landstormsförbund, Stockholms skytteförbund, ordförande i Engelbrekts landstormsförening, ordförande i Stockholms landstormsförbunds skytteavdelning, revisor i Sveriges landstormsföreningars centralförbund, suppleant i Sveriges pistolskytteförbunds styrelse, styrelseledamot och revisor i bolag, diverse allmänna juridiska uppdrag i uppbördsstämmor, taxeringsnämnder och valnämnder. Han var också skattmästare samt förste kurator i Kalmar nation i Uppsala. Han skrev tidskriftsartiklar om juridik och konst och gjorde utredningar, bland annat "Stockholms fastighets- och bostadsmarknad". Georgii-Hemming var riddare av Vasaorden (RVO) och hade flera andra utmärkelser, bland annat från landstormen och inom skytte.
Fritz Georgii-Hemming var under en period gift med Signe Löfgren (1891–1942). De fick barnen Gösta Georgii-Hemming (1910–1986), arkitekt, och Margareta Elisabet Georgii-Hemming (1912–1993), gift Nyzell och Fogelberg. Vidare är han genom dessa båda barn farfar till musikvetaren Eva Georgii-Hemming och morfar till litteraturvetaren Bo Georgii-Hemming.
År 1928 gifte han sedan om sig med Jane Dahlgren (1891–1974) och blev därigenom svåger till Christian Eriksson. Makarna Georgii-Hemming är begravda på Norra begravningsplatsen utanför Stockholm.